# Драгомир Ацовић
Драгомир Ацовић (Београд, 14. јул 1943) српски је архитекта, историчар уметности, публициста, хералдичар, вексилолог, и фалеристичар. Члан је крунског већа и бивши председник крунског савета престолонаследника Александра Карађорђевића.

## Биографија

### Архитектура
Рођен је од оца Милована, лекара и мајке Персиде рођене Нешковић. Његов деда Радисав и стриц Александар били су државни службеници и блиски пријатељи династије Карађорђевић. Основну школу и гимназију је похађао у Београду. Након завршене гимназије уписује два факултета, архитектонски и филозофски. Током студија одлучује се за архитектуру на којој и дипломира 1967. године код професора Станка Клиске. Тада прекида студије историје уметности.
Од 1968. до 1970. године био је запослен у грађевинском предузећу “Нови Београд”, као приправник у Одељењу припреме радова, потом као инжењер градилишта на више објеката (“Тестера” на Коњарнику I) а потом и као шеф градилишта (“Београдска пивара” и “солитери Баново Брдо”). Од 1970. до 1972. постављен је за надзорног органа Одељења за инвестициону градњу на Општини Чукарица. Од 1972. до 1985. године, запослен је у предузећу за пројектовање и инжењеринг “Архитектура и урбанизам” као Шеф Архитектонског бироа, потом Главни технолог а затим и Главни пројектант за пројекте у иностранству. Од 1985. до 1992. године, био је директор маркетинга у Предузећу за пројектовање и консалтинг “Биро 71”.
Од 1992. године је сувласник предузећа „Грифон“ које се бави консалтингом, пројектовањем и инжењерингом.
Од 2000. до 2011. године био је главни архитекта на изградњи и унутрашњој декорацији Храма Светог Саве. У том периоду на оснивачкој скупштини Инжињерске коморе Србије 2003. године изабран је за председника Скупштине. Мандат му се завршио 2008. године.

### Хералдичко друштво
Српско друштво за хералдику, генеалогију, вексилологију, и фалеристику „Бели Орао“ основао је са још једанаест интелектуалаца 9. децембра 1991. године. Дуги низ година био је председник, главни хералд и ко-председавајући Регистра грбова и уредник „Стематографије“ а данас је почасни председник. Такође је члан је Америчког Друштва за ордене и медаље, Друштва за проучавање ордена и медаља Уједињеног Краљевства, Швајцарског фалеристичког друштва, Уније немачких фалериста (БДОС) и хералдичких друштава Енглеске, Украјине и Русије. Члан је Европског друштва културе.

### Саветодавна тела круне
Члан је крунског већа од 1991. године и председавајући крунског савета, краљевског дома Карађорђевића. Фебруара 1991. године, његовом заслугом регулисан је Меморандумом о краљевским југословенским и српским орденима, статус о садашњој и будућој употреби. До тада краљевски ордени су додељивали повремено. Одлукама од 15. фебруара 2002. године, старешина краљевског дома регулисао је пословање Канцеларије краљевских ордена и прописао одговарајуће акте у ингеренцији круне. Био је канцелар краљевских ордена од 2007. до 2013. и председник крунског савета до 1. марта 2024. године.

## Одликовања
- Орден Карађорђеве звезде, Велики официр (Краљевски дом Карађорђевића)[5]
- Орден Карађорђеве звезде, Командир (Краљевски дом Карађорђевића)[6]
- Орден Белог орла, Велики крст (Краљевски дом Карађорђевића)[6]

## Одабрани радови

### Архитектура
- Војна академија Копнене војске у Београду, нови делови објекта.
- Црква Светог Стефана на Брезовици.
- Храм Светог Саве (унутрашња декорација).
- Пројекти у Републици Сао Томе и Принсипе на Малдивским острвима, у Монголији, Непалу, Куби, Египту, Џибутију, Сомалији, Ираку и итд.

### Хералдика
- Хералдичка ревизија грбова Београда, застава Београда, грбова пет београдских општина.
- Грбови градова: Ниша, Пријепоља, Будве, Бијељине, Бањалуке, Мионице, Тополе, Крагујевца, Јагодине.

### Фалеристика
- Историја бугарске фалеристике
- Српски Краљевски орден Милоша Великог
- Срби изван Србије-Руски Срби (коаутор).

Више од три стотине новинских чланака (архитектура, пројектни менаџмент, хералдика, фалеристика, архонтологија, популарне теме...) итд.

## Дела

### Књиге
- Српска круна, Београд 2003. (коаутор са Н. Николић)
- Хералдика и Срби, Београд 2008.
- Историја и рад Друштва за подизање Храма светог Саве, Београд 2009.
- Храм светог Саве на Врачару, Београд 2009.
- Слава и част: Одликовања међу Србима: Срби међу одликовањима, Београд 2013.
- Поглед у Храм, Београд 2014.
- Николај Краснов - Албум сећања, Београд 2017.
- Верност и вера: одликовања православних и дохалдиконских цркава, Београд 2019.
- Водич Београд, Београд 2019.

### Каталози изложби
- Инсигније династије Карађорђевић, Београд 2006. (коаутор са Д. Његован и С. Илин).
- Његошева капела на Ловћену и архитекта Никола Краснов, Београд 2013. (коаутор са Г. Гордић, В. Камилић, и Б. Црвенковић).
- Одликовања у Карађорђевом дому, Београд 2016. (коаутор са Љ. Грујић).